# Zašová
Zašová település Csehországban, Vsetíni járásban. Zašová Valašské Meziříčí, Velká Lhota, Mořkov, Hodslavice, Zubří, Střítež nad Bečvou és Krhová településekkel határos. Lakosainak száma 3084 fő (2024. január 1.).

## Népesség
A település lakosságának változását az alábbi diagram mutatja:
| Lakosok száma | 1894 | 2027 | 2215 | 2549 | 2587 | 2750 | 3003 | 3045 | 3024 | 3084 |
|               | 1869 | 1890 | 1921 | 1950 | 1980 | 2001 | 2017 | 2019 | 2022 | 2024 |